# Wódz Szalony Koń
Wódz Szalony Koń – amerykański western z 1955. Film jest oparty na faktach oraz ma znamiona eposu. Zdjęcia wykonano w rejonach gdzie miały miejsce wydarzenia pokazywane w filmie (Góry Czarne w Dakocie). Reżyserem był George Sherman, a scenariusz napisali Gerald Drayson Adams i Franklin Coen.

## Fabuła
Film jest opowieścią o Szalonym Koniu i losach Indian w XIX wieku. Indianie byli wtedy wypierani przez białych w kierunku zachodnim i upychani w rezerwatach. W końcu, na mocy kolejnego niekorzystnego traktatu, zostali osadzeni w Górach Czarnych, do których biali jednak mieli nie mieć wstępu.
Na początku Szalony Koń jest młodym chłopcem. Gdy umiera wódz Siuksów, przed śmiercią wypowiada przepowiednię. Mówi, że kiedyś będzie wśród nich wielki wódz, który poprowadzi swój lud do chwały i zwycięstw. Jednak zginie z ręki Indianina. Szalony Koń czuje, że słowa wodza odnosiły się do niego. Jego przypuszczenia potwierdza znak na niebie, widziany jeszcze tego samego dnia.
Gdy Szalony Koń jest już dorosły, imponuje innym swoją odwagą, spokojem i stanowczością w stosunku do białych. Ludzie widzą w nim człowieka z przepowiedni. Wkrótce Szalony Koń zostaje więc wodzem. Wódz także żeni się i rodzi mu się córka.
Wkrótce na terenie Gór Czarnych zostaje odkryte złoto. Biali chcą więc złamać postanowienia traktatu i przejąć kontrolę nad Górami Czarnymi. Indianie nie mają zamiaru ustąpić. Szczególnie stanowczy jest Szalony Koń. Gdy wybucha wojna, Indianie wygrywają potyczki (w tym nad Little Bighorn). Jest to zasługa głównie Szalonego Konia, który świetnie dowodzi swoimi wojownikami.
Sukcesy Indian okazują się jednak bez znaczenia. Szalonego Konia dotyka tragedia osobista i ginie jego córka. Jego plemię w większości postanawia przesiedzieć zimę w amerykańskim forcie. Szalony Koń początkowo stanowczo odmawia, bo to oznaczałoby poddanie się. Wkrótce jednak, ze względu na żonę sam wprowadza się do fortu. Tam podczas sprzeczki zostaje wkrótce zabity przez (znajomego mu) Indianina będącego na służbie wojskowej w armii amerykańskiej. Przepowiednia zostaje więc spełniona.

## Obsada
- John Lund
- Suzan Ball
- Victor Mature
- Ray Danton
- Willie Hunter Jr.
- David Janssen
- Paul Guilfoyle
- Keith Larsen
- Robert Warwick
- James Millican